# Kinross
Kinross este un oraș din Africa de Sud.